# Martin Sandberger

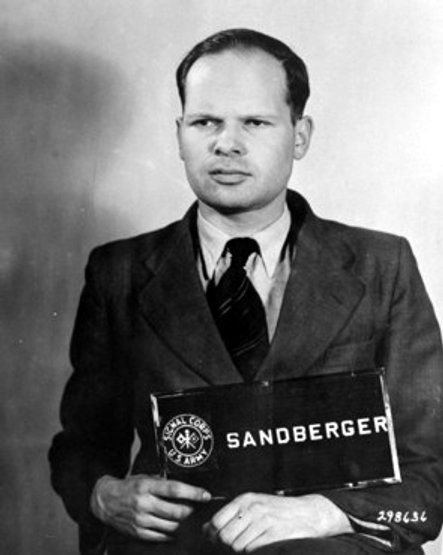
Martin Sandberger, 1948 in Nürnberg

Martin Karl Sandberger (* 17. August 1911 in Charlottenburg bei Berlin; † 30. März 2010 in Stuttgart) war ein deutscher SS-Standartenführer. Er war als Befehlshaber des Einsatzkommandos 1a sowie Kommandeur der Sicherheitspolizei und des SD in Estland einer der Protagonisten des Holocausts im Baltikum.

## Leben

### Jugend und Karriere in der Zeit des Nationalsozialismus
Martin Sandberger wurde in Berlin-Charlottenburg als Sohn eines aus Württemberg stammenden leitenden Angestellten der I.G. Farben geboren. Er wuchs in Berlin und Tübingen auf und studierte von 1929 bis 1933 Jura an den Universitäten München, Köln, Freiburg im Breisgau und schließlich Tübingen. Er war Mitglied der Studentenverbindung Sängerschaft Alt-Straßburg Freiburg im SV.
Zum 1. Dezember 1931 trat er in die NSDAP (Mitgliedsnummer 774.980) und Sturmabteilung (SA) ein. An der Universität Tübingen waren die Nationalsozialisten schon vor der „Machtergreifung“ tonangebend. Sandberger war 1932–1933 Vorsitzender der Tübinger Studentenschaft, 1933 avancierte er zum Hochschulgruppenführer des NS-Studentenbundes (NSDStB) und zum Führer der Studentenschaft in Tübingen. Er promovierte im November 1933 mit der ausgesprochen seltenen Note „sehr gut“ zum Thema Die Sozialversicherung im nationalsozialistischen Staat: Grundsätzliches zur Streitfrage: Versicherung oder Versorgung?
Als Funktionär des NSDStB machte er rasch Karriere und wurde Bundeshochschulinspekteur. 1936 erfolgte der Übertritt von der SA zur SS (SS-Nummer 272.495). Sandberger wurde von Gustav Adolf Scheel für den SD in Württemberg angeworben und war seit 1936 hauptamtlicher Mitarbeiter des SD-Oberabschnitts Südwest. Auch innerhalb des SD machte er eine steile Karriere, wurde schon 1938 SS-Sturmbannführer (Major) und blieb weiterhin für den von Scheel geführten NSDStB tätig.
Am 13. Oktober 1939 ernannte ihn Himmler zum Chef der Einwandererzentralstelle Nord-Ost, deren Aufgabe u. a. die „rassische Bewertung“ deutscher Umsiedler (Heim-ins-Reich-Geholter) war. Mit dem deutschen Überfall auf die Sowjetunion wurde Sandberger als Führer des Einsatzkommandos 1a (neben einem weiteren Tübinger Juristen, Walter Stahlecker) zu einem der Haupttäter des Völkermordes im Baltikum. Sandberger zeigte einen besonderen Eifer; in seinem Jahresbericht vom 1. Juli 1941 meldete er 941 ermordete Juden nach Berlin. Sein „Einsatz“ wurde gewürdigt, am 3. Dezember 1941 wurde er zum Kommandeur der Sicherheitspolizei (SiPo) und des SD in Estland ernannt. Sandberger erscheint seit März 1941 im Geschäftsverteilungsplan des Reichssicherheitshauptamtes (RSHA) als Leiter des Referats I B 3 (Lehrplangestaltung der Schulen). Nach der Besetzung Italiens im September 1943 war er Ende 1943 Chef der SiPo und des SD in Verona unter dem dortigen Befehlshaber der SiPo und des SD für Italien Wilhelm Harster. Ab Januar 1944 war er Leiter der Abteilung VI A (Organisation des Auslandsnachrichtendienstes) im Amt VI des RSHA.
(Lit.: Krausnick, Birn, Welzer, Weiss-Wendt)

### Nach 1945
Im Einsatzgruppen-Prozess wurde er 1948 zum Tode verurteilt. Sein Verteidiger war Bolko von Stein. Obwohl selbst das Beratergremium des amerikanischen Hochkommissars nach der Gründung der Bundesrepublik Deutschland, der „Peck Panel“, in diesem Fall für die Aufrechterhaltung des Todesurteils war, wurde Sandbergers Urteil von John McCloy am 31. Januar 1951 in lebenslange Haft geändert.
Sandbergers Vater nutzte nun seine Beziehungen zum Bundespräsidenten Theodor Heuss und dieser wandte sich an den damaligen US-Botschafter James Bryant Conant mit der Bitte um Begnadigung. Zahlreiche württembergische Honoratioren wie der Justizminister Wolfgang Haußmann und der Landesbischof Martin Haug machten sich für Sandberger stark. Selbst der renommierte Jurist und Vizepräsident des Deutschen Bundestages Carlo Schmid kümmerte sich um den Landsberg-Gefangenen. Rechtsanwalt Hellmut Becker setzte sich für ihn ein und vertrat ihn im Revisionsprozess. Das Engagement für Sandberger zeigte Wirkung, am 9. Mai 1958 kam er frei.
Anschließend erhielt er durch Vermittlung von Bernhard Müller eine Stelle als Justiziar in der Unternehmensgruppe Lechler. Bis zum Jahr 1972 war Sandberger wiederholt als Zeuge in NS-Kriegsverbrecherprozessen geladen, so 1958 im Ulmer Einsatzgruppen-Prozess gegen das „Einsatzkommando Tilsit“. Eine Strafverfolgung durch die Staatsanwaltschaften in München (1962) und Stuttgart (1971/72) wegen seiner Verantwortung für die „Erschießung zahlreicher Personen, darunter Kommunisten, Juden und Fallschirmspringer in den Jahren 1941 – 1943“ (Ermittlungsverfahren der Staatsanwaltschaft bei dem Landgericht Stuttgart im Juni 1971, S. 1 – hier nicht erwähnt ist die Gruppe der Zigeuner) wurde eingestellt. Die Begründung war, dass Sandberger bereits 1948 in dem Verfahren vor dem Internationalen Militärtribunal in Nürnberg verurteilt worden war. Damit sei eine Strafverfolgung durch deutsche Justizbehörden gemäß dem Überleitungsvertrag von 1955 ausgeschlossen (vgl. Bundesarchiv B 162/5199 S. 26). Sowohl der Zwei-plus-Vier-Vertrag im Zuge der Wiedervereinigung 1989 als auch die Öffnung der Archive nach der Unabhängigkeit Estlands 1991 haben keine neuen Dokumente zu Tage gefördert, jedenfalls sind keine in der Forschung erwähnt (vgl. Birn).
Im Zusammenhang mit dem Prozess gegen John Demjanjuk erschien im Spiegel am 3. April 2010 ein Artikel, der ein breites Medienecho fand. Sandberger, einer der letzten lebenden hochrangigen NS-Verbrecher, starb am 30. März 2010 in Stuttgart in einem Pflegeheim.